# Románia az 1936. évi téli olimpiai játékokon
Románia a németországi Garmisch-Partenkirchenben megrendezett 1936. évi téli olimpiai játékok egyik részt vevő nemzete volt. Az országot az olimpián 5 sportágban 15 sportoló képviselte, akik érmet nem szereztek.

## Alpesisí
Férfi
| Versenyző        | Versenyszám | Lesiklás | Lesiklás | Lesiklás | Műlesiklás | Műlesiklás | Műlesiklás | Műlesiklás | Műlesiklás | Műlesiklás | Műlesiklás | Összesítés | Összesítés |
| Versenyző        | Versenyszám | Lesiklás | Lesiklás | Lesiklás | 1. futam   | 1. futam   | 2. futam   | 2. futam   | Össz.      | Össz.      | Össz.      | Összesítés | Összesítés |
| Versenyző        | Versenyszám | Idő      | Pont     | Hely.    | Idő        | Hely.      | Idő        | Hely.      | Idő        | Pont       | Hely.      | Pont       | Helyezés   |
| ---------------- | ----------- | -------- | -------- | -------- | ---------- | ---------- | ---------- | ---------- | ---------- | ---------- | ---------- | ---------- | ---------- |
| Iosif Covaci     | Összetett   | 7:56,8   | 60,28    | 48.      | 2:08,3     | 44.        | kizárták   | kizárták   | kiesett    | kiesett    | kiesett    | kiesett    | kiesett    |
| Rudolf Kloeckner | Összetett   | 7:16,4   | 65,86    | 45.      | 1:52,7     | 35.        | kizárták   | kizárták   | kiesett    | kiesett    | kiesett    | kiesett    | kiesett    |
| Horst Scheeser   | Összetett   | 6:03,4   | 79,09    | 28.      | 1:41,6     | 27.        | 1:36,5     | 18.        | 3:18,1     | 74,00      | 24.        | 76,55      | 24.        |
| Willi Zacharias  | Összetett   | 6:16,2   | 76,40    | 33.      | 1:40,2     | 26.        | kizárták   | kizárták   | kiesett    | kiesett    | kiesett    | kiesett    | kiesett    |

* - egy másik versenyzővel azonos eredményt ért el

## Bob
| Versenyző                                                               | Versenyszám | 1. futam | 1. futam | 2. futam | 2. futam | 3. futam | 3. futam | 4. futam      | 4. futam      | Összesítés | Összesítés |
| Versenyző                                                               | Versenyszám | Idő      | Hely.    | Idő      | Hely.    | Idő      | Hely.    | Idő           | Hely.         | Idő        | Helyezés   |
| ----------------------------------------------------------------------- | ----------- | -------- | -------- | -------- | -------- | -------- | -------- | ------------- | ------------- | ---------- | ---------- |
| Alexandru Frimu Costel Rădulescu                                        | Kettes      | 1:29,96  | 9.       | 1:27,26  | 16.      | 1:34,06  | 17.      | 1:24,73       | 10.           | 5:56,01    | 15.        |
| Alexandru Budişteanu Dumitru Gheorghiu                                  | Kettes      | 1:30,37  | 11.      | 1:27,58  | 17.      | 1:34,11  | 19.      | 1:26,85       | 15.           | 5:58,91    | 16.        |
| Alexandru Budişteanu Costel Rădulescu Alexandru Ionescu Aurel Mărăcescu | Négyes      | 1:31,81  | 15.      | 1:28,37  | 13.      | 1:25,21  | 11.      | nem ért célba | nem ért célba | kiesett    | kiesett    |

* - egy másik csapattal azonos eredményt ért el

## Műkorcsolya
| Versenyző                        | Versenyszám  | Kötelező elemek   | Kötelező elemek | Kűr               | Kűr   | Összesítés                     | Összesítés                     | Összesítés                     | Összesítés                     | Összesítés                     | Összesítés                     | Összesítés                     | Összesítés                     | Összesítés                     | Összesítés        | Összesítés  | Összesítés | Összesítés |
| Versenyző                        | Versenyszám  | Kötelező elemek   | Kötelező elemek | Kűr               | Kűr   | Helyezési pontszámok bírónként | Helyezési pontszámok bírónként | Helyezési pontszámok bírónként | Helyezési pontszámok bírónként | Helyezési pontszámok bírónként | Helyezési pontszámok bírónként | Helyezési pontszámok bírónként | Helyezési pontszámok bírónként | Helyezési pontszámok bírónként | Több. hely. száma | Hely. össz. | Pont       | Helyezés   |
| Versenyző                        | Versenyszám  | Több. hely. száma | Hely.           | Több. hely. száma | Hely. | 1                              | 2                              | 3                              | 4                              | 5                              | 6                              | 7                              | 8                              | 9                              | Több. hely. száma | Hely. össz. | Pont       | Helyezés   |
| -------------------------------- | ------------ | ----------------- | --------------- | ----------------- | ----- | ------------------------------ | ------------------------------ | ------------------------------ | ------------------------------ | ------------------------------ | ------------------------------ | ------------------------------ | ------------------------------ | ------------------------------ | ----------------- | ----------- | ---------- | ---------- |
| Roman Turuşanco                  | Férfi egyéni | 4×20+             | 21.             | 4×14+             | 14.   | 18,0                           | 19,0                           | 18,0                           | 16,0                           | 21,0                           | 14,0                           | 22,0                           |                                |                                | 4×18+             | 128,0       | 2364,4     | 19.        |
| Irina Timcic Eisenbeisser Alfréd | Páros        |                   |                 |                   |       | 13,0                           | 8,0                            | 11,0                           | 13,0                           | 8,0                            | 14,0                           | 13,0                           | 10,0                           | 12,0                           | 5×12+             | 102,0       | 80,9       | 13.        |

## Sífutás
| Versenyző                                                | Versenyszám     | Eredmény | Helyezés |
| -------------------------------------------------------- | --------------- | -------- | -------- |
| Iosif Covaci                                             | 18 km           | 1:37:23  | 61.      |
| Ioan Coman                                               | 18 km           | 1:36:21  | 60.      |
| Wilhelm Zacharias Iosif Covaci Ion Coman Rudolf Klöckner | 4 × 10 km váltó | 3:27:50  | 14.      |

## Síugrás
| Versenyző            | 1. ugrás | 2. ugrás | Összesítés | Összesítés |
| Versenyző            | Távolság | Távolság | Pont       | Helyezés   |
| -------------------- | -------- | -------- | ---------- | ---------- |
| Hubert Sandor Clompe | 88,2     | 85,8     | 174,0      | 41.*       |

* - egy másik versenyzővel azonos eredményt ért el